# Best Friend
Best Friend ist ein R&B/Pop-Song der US-amerikanischen Sängerin Brandy.
Geschrieben wurde der Song von Keith Crouch und Glenn McKinney und produziert wurde er vom Songschreiber Crouch für das selbstbenannte Debütalbum der Sängerin Brandy. Am 27. Juni 1995 wurde der Titel als dritte Single aus dem Album ausgekoppelt.
Der Song war auch Soundtrack der Sitcom Moesha, in welcher er in der Folge „Meine Beste Freundin“, der zweiten Episode der ersten Staffel, gespielt wurde. Des Weiteren ist der Song eine Widmung an ihren „best friend“ und Bruder Ray J.

## Musikvideo
Das Musikvideo wurde unter der Regie von Matthew Rolston – drehte unter anderem Videos für Madonna und Lenny Kravitz – gedreht. Das simple Video ist teilweise Schwarzweiß und teilweise in Farbe und zeigt Brandy und ihre Tanztruppe eine Choreographie vor einer Garage tanzen.

## Charts
| Der Song war ein mäßiger Charthit und knüpfte mit Platz 34 in den USA und Platz 11 in Neuseeland nicht an die großen Erfolge der Vorgängersingles I Wanna Be Down und Baby an. In Neuseeland avancierte der Track zu einem Überraschungshit, denn direkt eine Woche nach dem Ersteinstieg auf Platz 48 der neuseeländischen Top 50 verließ der Song wieder selbige Liste um eine weitere Woche später wiedereinzusteigen und fortan stetig sich bis kurz vor die Top Ten in den Verkaufszahlen zu steigern. Insgesamt verbrachte der Song zehn Wochen in den dortigen Charts. In den US-amerikanischen R&B-Charts reichte es zu für einen Top-Ten-Hit auf Höchstposition 7, wo sich der Song auch zwanzig Wochen lang in der Top 100 platzieren konnte. Des Weiteren war der Song ein großer Clubhit und erreichte Platz 4 in den US-amerikanischen Dance-Charts. | \| Land (1995) \| Höchstposition \| \| ----------------------------- \| -------------- \| \| Neuseeland[2] \| 11 \| \| Vereinigte Staaten[3] \| 34 \| \| Vereinigte Staaten (R&B)[3] \| 7 \| \| Vereinigte Staaten (Dance)[3] \| 4 \| |
| Land (1995) | Höchstposition |
| Neuseeland | 11 |
| Vereinigte Staaten | 34 |
| Vereinigte Staaten (R&B) | 7 |
| Vereinigte Staaten (Dance) | 4 |